# Bernhard Zander
Bernhard Zander war ein deutscher Fußballspieler aus Leipzig. Sowohl vor dem 2. Weltkrieg als auch 1949 war er im Erstligafußball vertreten.

## Sportliche Laufbahn
Zander spielte bis 1932 mit dem SC Wacker Leipzig im Gau Groß-Leipzig. Im selben Jahr wurde der neue Verein Tura Leipzig gegründet, der zahlreiche Spieler von anderen Verein abwarb. Unter ihnen befand sich auch Bernhard Zander. Der Verein stieg zur Saison 1933/34 in den offiziellen Spielbetrieb ein und schaffte bereits 1936 mit Zander den Aufstieg in die Gauliga Sachsen, eine der 16 höchsten Fußballligen im DFB.
Als 1945 alle Leipziger Sportvereine aufgelöst wurden, schlossen sich 1946 mehrere ehemalige Tura-Spieler der neu gegründeten SG Leipzig-Leutzsch an. Als 1949 in der Ostzone erstmals mit der DS-Liga, der späteren DDR-Oberliga, eine landesweite Fußballmeisterschaft in Ostdeutschland ausgetragen wurde, gehörte auch der ehemalige Tura-Spieler Bernhard Zander zum Kader der Leutzscher. Er wurde jedoch von Trainer Fritz Krauß nur in den ersten drei Ligaspielen eingesetzt. Im Eröffnungsspiel der Saison 1949/50 spielte Zander vor eigenem Publikum als halblinker Stürmer und verlor mit seiner Mannschaft gegen Waggonbau Dessau mit 1:2. Auch in den folgenden zwei Ligaspielen blieben die Leipziger mit 2:2 und 0:4 sieglos. In beiden Begegnungen war Zander als Rechtsaußenstürmer eingesetzt worden.
Bis zum Ende der Saison wurde Bernhard Zander bei der ZSG Industrie nicht mehr in den Oberligaspielen eingesetzt. Im Aufgebot der Leipziger für die Saison 1950/51, nun als Betriebssportgemeinschaft (BSG) Chemie Leipzig antretend, war Zander nicht mehr vorhanden.